# 大村和市郎
大村 和市郎（おおむら わいちろう、旧姓: 横田、1933年1月1日 - 2003年以前）は、静岡県出身のサッカー選手。

## 経歴
静岡県立静岡城内高等学校（現：静岡県立静岡高等学校）時代の1950年に全国高等学校蹴球選手権大会（後の全国高等学校サッカー選手権大会）静岡県予選で藤枝東高校を決勝で下し優勝。中部ブロック予選で山梨県の韮崎高校を下し代表権を獲得し、選手権ではベスト8進出に貢献した。
立教大学を経て、田辺製薬へ加入。1950年代に全日本実業団サッカー選手権大会で強さを誇った同クラブの中心選手として活躍した。
日本代表としては、1956年6月3日のメルボルンオリンピック予選、対韓国戦で代表デビュー。同年11月の本大会にも出場した。その後、1958年アジア競技大会、1959年のローマオリンピック予選など国際Aマッチ5試合に出場した。
なお、詳細な没年は不明であるが、2003年9月時点で故人となっている。

## 所属クラブ
- 静岡県立静岡城内高等学校
- 立教大学
- 田辺製薬

## 代表歴

### 出場大会
- 1956年メルボルンオリンピック
- ローマオリンピック予選

### 試合数
- 国際Aマッチ 5試合 0得点(1956-1958)
- 日本代表初出場：1956年6月3日 韓国戦（後楽園競輪場）

| 日本代表 | 国際Aマッチ | 国際Aマッチ | その他 | その他 | 期間通算 | 期間通算 |
| 年       | 出場        | 得点        | 出場   | 得点   | 出場     | 得点     |
| -------- | ----------- | ----------- | ------ | ------ | -------- | -------- |
| 1956     | 3           | 0           | 0      | 0      | 3        | 0        |
| 1957     | 0           | 0           | 2      | 0      | 2        | 0        |
| 1958     | 2           | 0           | 5      | 0      | 7        | 0        |
| 通算     | 5           | 0           | 7      | 0      | 12       | 0        |

### 出場
| No. | 開催日         | 開催都市   | スタジアム                 | 対戦相手       | 結果       | 監督     | 大会             |
| --- | -------------- | ---------- | -------------------------- | -------------- | ---------- | -------- | ---------------- |
| 1.  | 1956年06月03日 | 東京都     | 後楽園競輪場               | 韓国           | ○2-0       | 竹腰重丸 | オリンピック予選 |
| 2.  | 1956年06月10日 | 東京都     | 後楽園競輪場               | 韓国           | ●0-2(延長) | 竹腰重丸 | オリンピック予選 |
| 3.  | 1956年11月27日 | メルボルン |                            | オーストラリア | ●0-2       | 竹腰重丸 | オリンピック     |
| 4.  | 1958年05月26日 | 東京都     | 東京蹴球場                 | フィリピン     | ●0-1       | 川本泰三 | アジア大会       |
| 5.  | 1958年05月28日 | 東京都     | 国立霞ヶ丘競技場陸上競技場 | 香港           | ●0-2       | 川本泰三 | アジア大会       |